# Fereydoun Moshiri
Fereydoun Moshiri (en persan : ﻓﺮﻳﺪﻭﻥ ﻣﺸﻴﺮى) est un poète iranien contemporain né le 21 septembre 1926 à Téhéran et mort le 25 octobre 2000 dans la même ville.

## Biographie
Né dans une famille cultivée, Moshiri est, à partir des années 1950, un des poètes les plus populaires chez les jeunes générations iraniennes. Son grand-père maternel, Mirzā Javād Mo'tanem al-Mamālik, était un poète réputé à l'époque Qajare.
Fereydoon suit son école primaire à Téhéran puis déménage à Mashhad. Sa famille revient à Téhéran quand il a l'âge de suivre son lycée.
Il publie son premier poème en 1944, intitulé Fardâyi Mā (Notre lendemain), dans le journal Iran-i Mā.
Sa mère meurt l'année suivante, en 1945. Il suit ensuite des études à l'Institut des Postes, du Télégraphe et du Téléphone, ce qui lui permet d'obtenir un poste d'opérateur morse à la Tajrish Telegraph Company en 1948.
Fereydoun Moshiri se marie en 1954 avec Eghbâl Akhavân, étudiante en peinture à l'Université de Téhéran. Il commence cette même année une coopération qui durera dix-huit ans avec le Magazine Rushanfekr (Intellectuel).
En 1955, il publie son premier recueil de poésies, Nayāfteh (« Irrévélé »), qui sera republié en 1957 sous le titre de « Soif de Typhon ». L'introduction de cette première édition est faite par Dashtî et Shahri'yâr. Ses premiers poèmes, de nature simple, sincère, mélancoliques et lyriques attirent l'attention des poètes les plus jeunes de l'époque, parmi lesquels Furough Farrokhzad.
Sa fille Bahâr naît en novembre 1955.
En 1956, paraît son deuxième recueil, Gonah-e Daryā (« Le Péché de la Mer »). Ce recueil soulève des critiques passionnées qui ne sont pas pour rien dans l'avènement de la poésie moderne en Iran. Le débat qui s'ensuit durera près de dix ans.
En 1960, naît son fils Bâbak. Il reçoit la même année des mains d'Amighâssem Ishrâghi une distinction du ministère des Postes, du Télégraphe et du Téléphone.
En 1965, il reçoit son diplôme de lycée en rentre à l'université. Deux ans plus tard paraît son recueil Abr (« le Nuage »), sous le titre de Abr-o koucheh (« Le Nuage et l'Allée »), car au recueil est intégré son célèbre poème l'Allée, publié une première fois quelques années auparavant. Ce recueil gagne l'attention du public car les poèmes lyriques ne sont plus en vogue à cette époque.
Moshiri est le réconciliateur de la poésie persane classique d'un côté et de la nouvelle poésie fondée par Nima Yushij d'autre part. Une des contributions majeures de la poésie de Moshiri à la poésie persane est d'avoir élargi le prisme social et géographique de la littérature moderne persane.
Publication de  Bahar ra Bavar Kon (« Croyez le printemps ») en 1968, de Parvāz Bā Khorshid (« Vol avec le soleil ») en 1969.
Fereydoon Moshiri voyage en Europe et visite Paris et Hambourg en 1973, puis Londres pour assister à l'exposition d'art islamique de 1975. Il se rend ensuite en Inde et au Cachemire (où il donne des conférences devant des professeurs iraniens) en 1977. Il prend sa retraite du ministère des Postes, du Télégraphe et du Téléphone en 1978.
S'ensuivent la publication de « Poèmes choisis » en 1985, « Perle d'amour » en 1986, Ah Barān (« Ah, pluie ») en 1988, « Depuis la terre de la familiarité » en 1992, « En compagnie de cinq sages persans » en 1993, « Moments et Sentiments » en 1996, « Un ciel plein d'oiseaux » aux États-Unis et « Le plus délectable » en 1997, « Beauté pérenne » et « Chanson de cette triste colombe » en 1998.
Le poète meurt le 25 octobre 2000 à Téhéran. Il repose au cimetière Behesht-e Zahra de Téhéran.